# Paul Ilea
Paul Ilea (născut Paul Sergiu Ilea Ferenț; n. 24 noiembrie 1976, Cluj-Napoca, România) este un muzician și producător român care compune și interpretează muzică electronică.
Și-a început cariera compunând și cântând la claviaturi și percuții în cadrul trupei electro-acustice Sensor și, ulterior, și-a dezvoltat aria preocupărilor muzicale compunând, producând și interpretând muzică pentru film, teatru și spectacole de dans contemporan.
Paul este câștigător al MTV Romanian Video Music Award (Best Video, 2005), câștigătorul premiului Romanian Music Awards (Best Sound, 2009), câștigătorul premiului UCIN (Cea mai bună  muzică originală,  2015); de asemenea este nominalizat pentru Premiul Gopo pentru Cea Mai Bună Muzică Originală la categoria lung-metraj, 2013), nominalizat  pentru premiul Asociației Artiștilor Independenți (Association of Independent Artists) pentru Cel Mai Bun Artist Independent la categoria Muzică Electronica, 2013) și  este cunoscut ca lider al grupului românesc de muzică electronică Sensor, în cadrul căreia a lansat 3 albume. Cariera sa include mai mult de 15 ani de spectacole live, împărțind scena cu diverși artiști de talie internațională  (Sir Yehudi Menuhin, The Prodigy, Faithless, Busta Rhymes, Korn, Kylie Minogue, Kelly Rowland, Bob Sinclair, Inna). Activitatea lui Paul și proiectele la care a luat parte includ crearea de coloane sonore pentru spectacole de dans contemporan, în colaborare cu coregraful Gigi Căciuleanu sau producții muzicale pentru artiști pop precum Coolio sau Haddaway. Din 2014, Paul Ilea este producătorul muzical și lider al trupei live pentru unele dintre cele mai populare emisiuni TV românești, găzduite de postul de televiziune PRO TV, precum Vocea Romaniei sau Romanii Au Talent.

## Parcursul academic
Paul Ilea si-a inceput cariera muzicala la varsta de 10 ani, cand a fost pentru prima oară pe scena, ca Peter Pan în Povestea Micului Pan la Opera Română din Cluj, pentru două stagiuni (1986-1987). Au urmat anii de gimnaziu și liceu la Colegiul de Muzică Sigismund Toduță (Cluj Napoca), Paul continuându-și formarea muzicală cu Academia de Muzică Gheorghe Dima, studiind compoziție (vioară, pian) și mai târziu pedagogie muzicală.

Paul a devenit membru al corului de muzică contemporană Antifonia, sub bagheta lui Constantin Râpă, încă din primul său an la academie. Unul dintre momentele relevante din anii de facultate este concertul cu corul Antifonia sub conducerea violonistului și dirijorului Sir Yehudi Menuhin. În ultimii ani universitari, l-a întâlnit pe Cosmin Gherghinoiu (Ipse, Sensor, Moonlight Breakfast), care l-a invitat pe Paul la clape în formația de rock progresiv IPSE - în această formulă, Paul participând la aproape toate festivalurile de rock din România începutului anilor nouăzeci. 

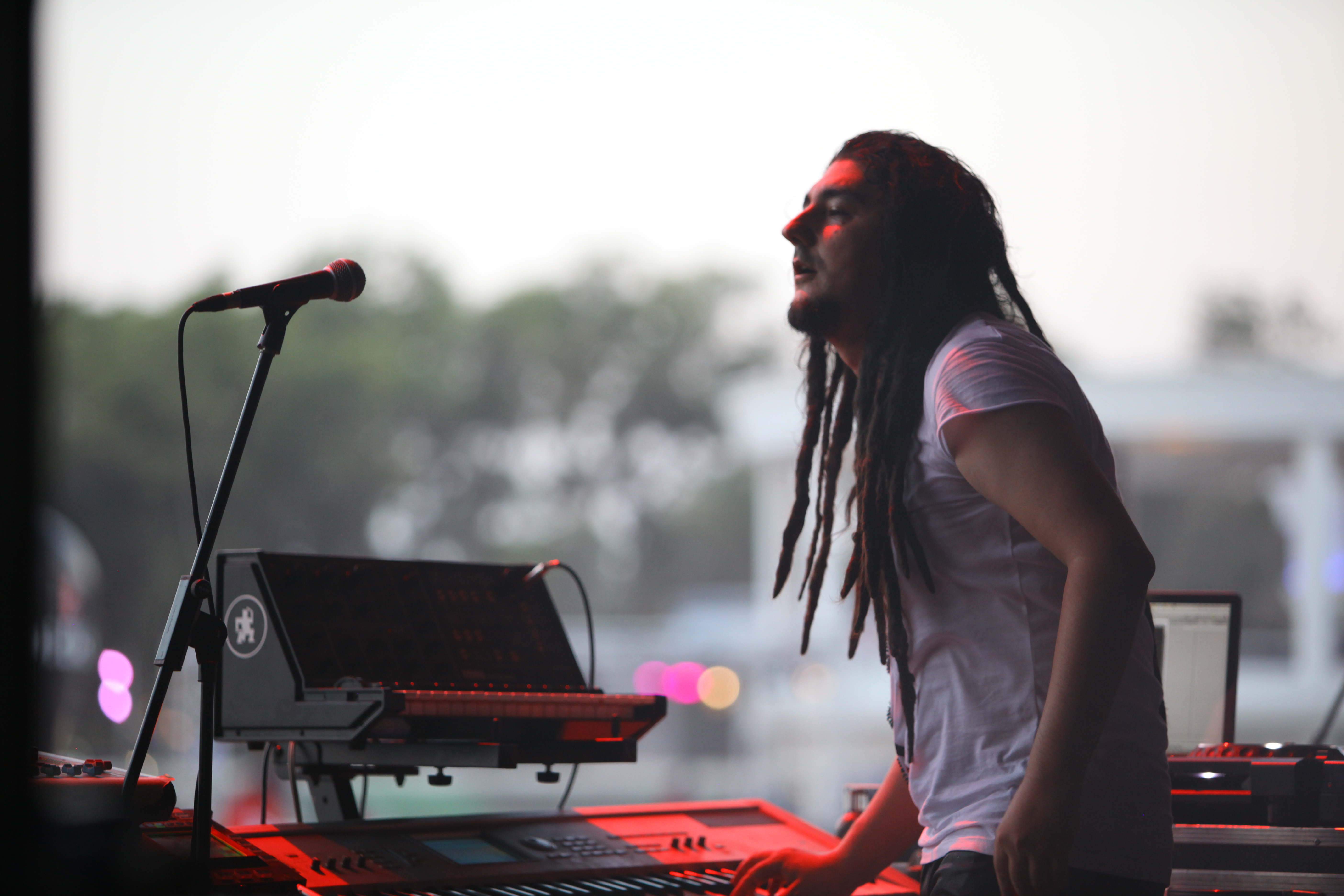
Paul Ilea onstage @ 'Spirit Of Burgas Festival', 2012

## Sensor
În ultimul său an la Academie, Paul a devenit compozitorul oficial al grupului Hans 'n' Feet, inițial un grup de muzică corporală (body music), din care, ulterior, s-au desprins două grupuri - Sensor (cu Paul ca lider) - proiectul cu tendințe declarat anti-comerciale și Sistem, grupul care a ales un traseu mai mainstream, cu succes comercial. Sensor a venit cu un concept original de spectacol bazându-se pe o idee inedită: o combinație de sunete electronice și percuție pe instrumente neconvenționale. Spectacolele trupei erau greu de clasificat, la intersecția dintre performance de percuție, teatru și muzică. În anul 2000, un post de radio local din Cluj Napoca - CD Radio - le-a acordat membrilor Sensor premiul pentru Cel Mai Original Grup, iar în 2001 revista VIP Magazin a premiat spectacolul Sensor - Sakadat ExtraSensorial pentru originalitate. 
Sensor a început să exploreze multe genuri muzicale și arte interpretând în toată Europa în diferite locații și în cadrul a numeroase evenimente, cum ar fi Festivalul de Publicitate Golden Drum 2004 din Portoroz, Slovenia, Salonul de Moda de la Paris (Paris Fashion Week ) din 2004 si 2005, Multiart Show din 2005 de la Ambasada României, Palatul de Artă din Budapesta, Ungaria sau turneul din 2006 din Singapore. În calitate de lider al trupei, Paul a compus muzica pentru toate albumele și spectacolele-concept Sensor, începând cu LP-ul de debut  - Lands (Distant Voices) - primul album românesc de world/ethnic fusion, prezentat ulterior într-un spectacol co-regizat alături de Tudor Giurgiu la Opera Națională din București. În 2007, Sensor a lansat E-Volution, al doilea album de studio, cu un sunet electronic industrial  care spune povestea intruziunii digitale în creativitatea umană. De atunci, Sensor a devenit un proiect deschis, invitând diferiți artiști să se alăture trioului de bază al trupei (Paul Ilea, Sasha Negară, Cristian Melak). În această formulă plus invitați, Sensor și-a încheiat al treilea efort de studio, Urban Symphonik Beats, în 2013. Fiecare LP Sensor explorează teritorii muzicale neatinse, deoarece semnătura muzicii lui Paul este aceea de a asocia idei și instrumente muzicale aparent opuse și de a le integra în creații sonore organice. În primăvara anului 2019, Sensor își sărbătorește cea de-a 20-a aniversare, lansând un album care va fi o colecție de piese noi, ce reiterează muzical istoria proiectului din ultimele două decenii.

## Teatru și film

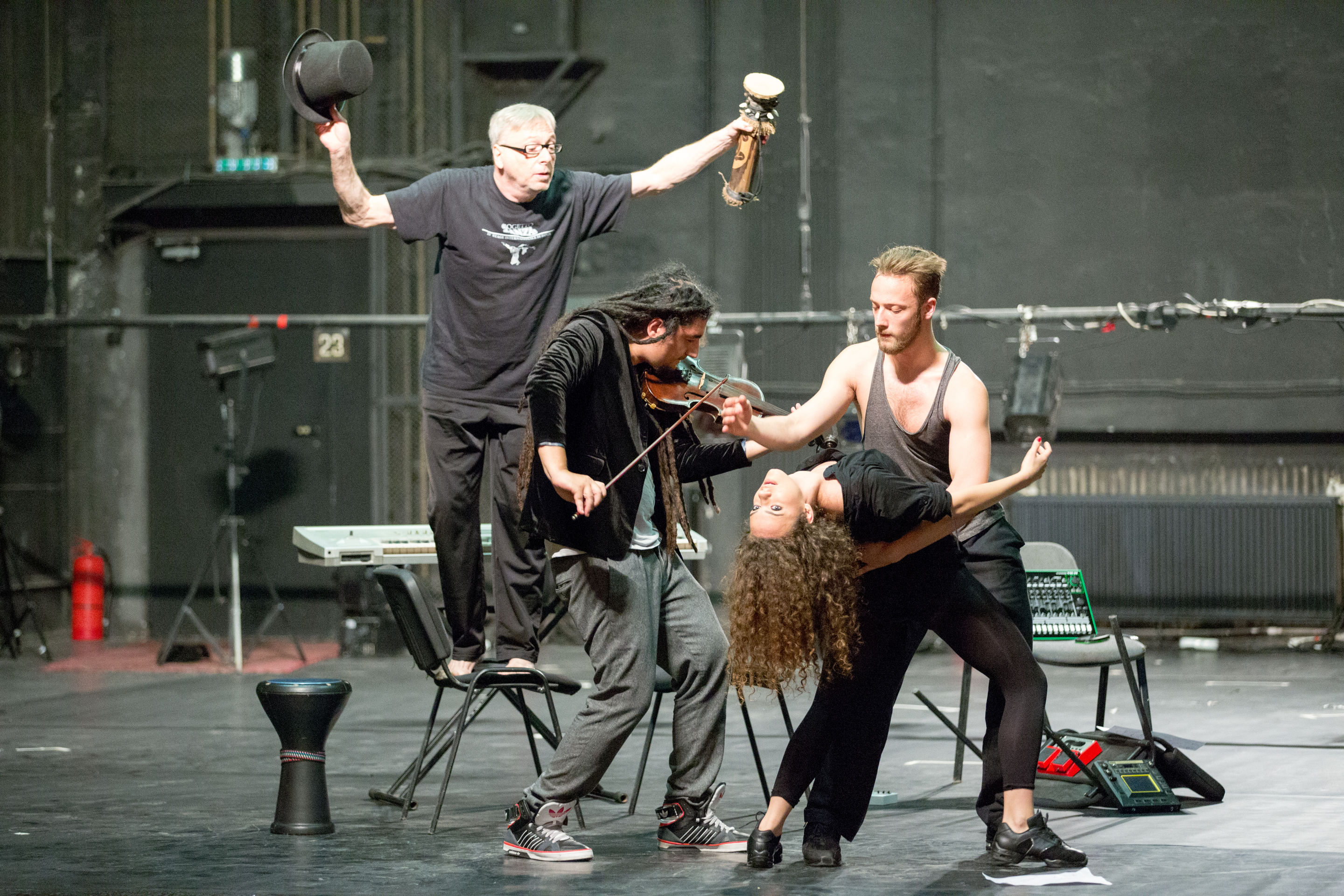
Paul Ilea împreună cu Gigi Caciuleanu (One Minute of Dance or...Uf!)

Paul Ilea a fost prezent pe scena teatrului încă de la debut, cu Sakadat Extrasensorial în 2001, un spectacol de percuție neconvențional care a beneficiat de două stagiuni la 
Teatrul Bulandra (București), una la Teatrul Național București și pentru care Paul a compus muzica, a fost regizorul de scenă și co-regizor împreună cu Dan Chișu. În 2013, a început o colaborare durabilă și bogată cu renumitul coregraf Gigi Caciuleanu. Paul a compus coloana sonoră pentru Folia, Shakespeare & Co., un spectacol coregrafic care, mai târziu, a fost transformat într-un film de televiziune (TVR) și care, alături de coloana sonoră pentru filmul Planșa - i-a adus primul său premiu în cinema atribuit de UCIN - Cea mai bună muzică originală pentru lung-metraj. Un minut de Dans sau Uf! este al doilea spectacol al lui Căciuleanu care l-a implicat pe Paul, de data aceasta nu numai în postura de compozitor, ci si ca interpret live pe scena (teatru, dans și muzică live). Cu această piesă Paul a călătorit în întreaga Europă și a interpretat pe câteva dintre cele mai cunoscute scene din lumea teatrului/dansului contemporan. În 2015, Paul apare în documentarul lui Dan Chișu, Youtube bazaar, în propriul rol. Implicarea în cea de-a șaptea artă a continuat cu rolul de On set Music Assistant pentru filmul produs de Universal Pictures, The Scorpion King 4: Quest for Power.

## Pe micul ecran
În 2014, Paul Ilea începe colaborarea cu postul de televiziune Pro TV ca producător muzical și lider de trupă live la Vocea României (colaborare care se întinde de la sezonul 4 până în prezent, când se filmează ultima parte din sezonul 8). Colaborările sale din lumea televiziunii includ, de asemenea, primele două sezoane, Vocea României Junior , Uite Cine Danseaza! (sezonul 1),  Românii au talent (finala sezonului 6 și sezonul 7 integral) și Falsez pentru tine (primul sezon). 
Cea mai recentă apariție pe ecran a lui Paul este în rolul de gazdă, alături de actorul Marius Manole, în documentarul cultural (realizat sub umbrela Festivalului de Muzică George Enescu) compus din 14 episoade Ce auzim când ascultam muzica?  - o serie de sesiuni live și înregistrate cu elevi de liceu și muzicieni profesioniști privind muzica clasică și modul în care ne apropiem de ea.

## Kult Studio Records
Paul Ilea a fondat Kult Studio Records în 2008, un label privat de muzicã, conceput pentru atrage și a produce muzică pentru o mulțime de artiști talentati, cum ar fi Mara, Sensor, Mongol (proiectul solo al lui Paul alter-ego / electronic), Melak. De-a lungul anilor, Kult Studio a lucrat și a produs muzică cu artiști din toate genurile și artele: AG Weinberger, Loredana, Ovidiu Lipan, Haddaway, Coolio, Damian Draghici, Nicolae Voiculet, Marius Mihalache, MC Bean, Grigore Lese, Lennox Buppy Brown, Maia Morgenstern, Ioana Marchidan, Florin Piersic, Florin Piersic Jr., Ioana Macarie, Judith State.

## Discografie

### SENSOR

#### Albume de studio
2002 - Lands (A&A Records)
2004 – E-volution  (EMI Romania)
2013 – U.S.B.  Urban Symphonik Beats  (Kult Studio Records)

#### Single-uri
2004 –  ‘5 Minute’ (feat. Mono)
2005 – ‘Help Yourself‘ (No.1 at MTV Romanian top 40)
2009 – ‘La Dragoste Nu Se Poate Vol.2’ (Kult Studio Records)
2013 – ‘You Give’ (Kult Studio Records)
2014 -  ‘Figure Out’ (Skillz Records)

#### Compilații
2009 – Best, Unreleased album (Kult Studio Records)

#### Mixuri
2008 – Sensuous Moods – 40 min. mix (Kult Studio Records)
2008 – Club Mix – promo, club music (Kult Studio Records)

### MONGOL

#### Single-uri
2020 -Gipsy Spot 
2020 -Sync The Classics 

2018 –‘Ku Na Ta’ (Kult Studio Records)
2018 – ‘Folklore’ (Kult Studio Records)
2014 – ‘You Got It’ (Kult Studio Records)
2014 - ‘The Stairz’ (Kult Studio Records)
2013 – ‘Da Roots’ (Kult Studio Records)
2013 – ‘Harmony’ feat. Mara (Kult Studio Records)

#### Mixuri
2013 – ‘August’ (Kult Studio Records) – 19 min. mix

### Producător / compozitor

#### Albume
2012 – Mara – ‘In Love with Love’ – (KULT STUDIO Records) (composer/producer)

#### Single-uri
2018 - MCulture – ‘Chef de Chef’ album (Cat Music) (producer)
2015 - Mara   – ‘Ma Bike ‘ single (RotonMusic) (producer)

#### Remixuri
2011- How Do You Know Remix for Gaoler’s Daughter UK

#### Muzică originală de film
- 2012 - Și caii sunt verzi pe pereți
- 2014 – ‘Folia, Shakespeare &Co.’ – original soundtrack (composer/producer)
- 2014 – Planșa (‘It takes two to fence’) - original soundtrack (composer/producer)

#### Soundtrack-uri
2001 – ‘Marfa și banii’ (‘Stuff and dough’) – Sensor music featured on the soundtrack
2013 – ‘I'm Not Famous But I'm Aromanian’ – Music featured on soundtrack along side aromanian artist Mara
2013 – ‘Si Caii Sunt Verzi Pe Pereti’ (‘Chasing Rainbows’) – original soundtrack (composer/producer)

#### Altele
2014 – ‘Touareg Dream’ – Music for Liza Panait fashion show (composer/producer)

### Debut
1997 – IPSE band promo album (artist)